# Ju-on (série de films)
Pour plus de détails, voir Fiche technique et Distribution.
Ju-on (呪怨, Juon) est une série de six films d'horreur japonais et trois remake américains, mis en scène par le réalisateur Takashi Shimizu, se déroulant au Japon. Il commence ce projet alors qu'il étudiait à l'école de cinéma de Tokyo, où il rencontre Kiyoshi Kurosawa, qui lui apporte son aide.
Le titre de ces films fut traduit par The Curse (La Malédiction) ou The Grudge (La Rancune).

## Résumé
L'histoire est un classique sur le thème de la maison hantée dans la culture japonaise : un fantôme vengeur hante une maison et se venge sur tous ceux qui y pénètrent. Cependant la particularité de Ju-on réside dans la rencontre du fantôme d'une personne tuée par « la rancune » (le fantôme vengeur). Toute personne qui le croise est à son tour tué et ainsi de suite. Ainsi le fléau ne se limite pas à la maison.
Dans une maison isolée du Japon un père tue sa femme en lui brisant le cou, et noie son fils et le chat dans la baignoire  après avoir appris l'adultère de sa femme. C'est ainsi que la malédiction voit le jour. Kayako et son fils Toshio hantent désormais la maison et quiconque entre dans la demeure est destiné à une mort certaine. Kayako Saeki était la fille d'une Itako, une Sorcière qui pratiquait des exorcismes et transférait le mauvais sort sur sa fille. Ainsi, Kayako a développé en elle des gènes de prédisposition au mauvais œil, la rendant redoutable.

### Malédiction
« Quand quelqu'un meurt dans un état de fureur intense, une malédiction naît.
Ceux qui y sont confrontés meurent, et la malédiction se perpétue. »

### Dénouement
Dans The Grudge 3, un nouveau personnage apparait, Naoko la sœur de Kayako. Elle part à Chicago pour enquêter sur ces étranges meurtres dont elle connaît très bien la cause. Sur place, elle réussit à convaincre Lisa et Rose de pratiquer un rituel pour anéantir définitivement la malédiction. Mais le rituel est interrompu par Max, le frère de Lisa et de Rose, qui lui aussi est pris d'une folie meurtrière. Il tue Naoko en lui transperçant la gorge avec un couteau. Pendant ce temps, Rose boit la potion de Naoko ce qui permet de finir le rituel et de détruire la malédiction des Saeki. Cependant Naoko ayant été tuée par folie meurtrière elle devient elle-même une furie vengeresse, tue Max et poursuivra à son tour Lisa et Rose jusqu'à ce que mort s'ensuive.

### Analyse
On ne sait pas exactement comment Kayako et Toshio tuent leurs victimes. Cependant dans le troisième volet de la saga, on peut voir Jake traverser sa cellule avec violence et il est expliqué que tous ses os ont été brisés. Plusieurs fois également, les victimes ont la mâchoire inférieure arrachée (Kayako), ou sont pétrifiés et incapables de bouger et de parler (Toshio), voire possédés par l'esprit maléfique de Takeo, comme c'est le cas pour Katsuya Tokunaga dans Ju-on: The Grudge, pour Matthew Williams dans une scène coupée de The Grudge, et pour Max dans The Grudge 3.

## Production
Les deux premiers films de la série, Ju-on et Ju-on 2 en 2000, étaient destinés uniquement au marché vidéo, mais remportèrent un succès inattendu. Pour poursuivre le succès de ses deux films, ainsi que le succès international de Ring (1998) d'Hideo Nakata, Kurosawa et Hiroshi Takahashi (le scénariste de Ring) aidèrent Shimizu à développer Ju-on comme un dispositif théâtral. Appelé Ju-on: The Grudge, le film sortit en 2003 avec Megumi Okina et Takako Fuji et fut acclamé par la critique. Les américains rachetèrent alors les droits pour en faire un remake sous la direction de Shimizu lui-même et avec Sarah Michelle Gellar qui sortit en 2004 sous le nom de The Grudge, pendant que sortait au Japon un deuxième film cinéma, Ju-on: The Grudge 2 avec Noriko Sakai. Deux suite du remake sont produites aux États-Unis : The Grudge 2 en 2006 et The Grudge 3 en 2009. À l'occasion des dix ans de la série, deux nouveaux films sont tournés au Japon pour le marché vidéo prévus simultanément pour le 27 juin 2009, Ju-on: White Ghost and Black Ghost, le premier avec Akina Minami et le second avec Ai Kago, ex-chanteuse des groupes Morning Musume et Mini Moni.